# Vouvray-sur-Loir

Vouvray-sur-Loir este o comună în departamentul Sarthe, Franța. În 2009 avea o populație de 809 de locuitori.